# Colombia ved sommer-OL 2008
Colombia deltog ved sommer-OL 2008 i Beijing som blev arrangeret i perioden 8.-24. august 2008.

## Medaljer
| 2008 Beijing | Guld | Sølv | Bronze | Total |
| Colombia     | —    | 2    | 1      | 3     |

### Medaljevindere
| Medalje | Navn                   | Sport        | Disciplin                   |
| ------- | ---------------------- | ------------ | --------------------------- |
| Sølv    | Leidy Solis            | Vægtløftning | 69 kg klassen (kvinder)     |
| Sølv    | Diego Fernando Salazar | Vægtløftning | 62 kg klassen (mænd)        |
| Bronze  | Jackelina Renteria     | Brydning     | 55 kg klassen fri (kvinderj |

## Deltagere

### Atletik
Tekst mangler, hjælp os med at skrive teksten

### Boksning
| Deltager           | Klasse        | 1. runde               | 2. runde                  | Kvartfinale               | Semifinale          | Finale              | Finale      |
| Deltager           | Klasse        | Modstander Resultat    | Modstander Resultat       | Modstander Resultat       | Modstander Resultat | Modstander Resultat | Placering   |
| ------------------ | ------------- | ---------------------- | ------------------------- | ------------------------- | ------------------- | ------------------- | ----------- |
| Jonatan Romero     | Bantamvægt    | Mesbahi (MAR) · T 3–11 | Ikke videre               | Ikke videre               | Ikke videre         | Ikke videre         | Ikke videre |
| Darley Pérez       | Letvægt       | Oversidder             | Talasbayev (KGZ) · V 15–4 | Tisjtjenko (RUS) · T 5–13 | Ikke videre         | Ikke videre         | Ikke videre |
| Eleider Álvarez    | Letsværvægt   | Oversidder             | Jeffries (GBR) · T 5–5+   | ikke videre               | ikke videre         | ikke videre         | ikke videre |
| Deivi Julio Blanco | Sværvægt      | Oversidder             | M'Bumba (FRA) · T 5–11    | Ikke videre               | Ikke videre         | Ikke videre         | Ikke videre |
| Óscar Rivas        | Supersværvægt | Oversidder             | Pulev (BUL) · V 11–5      | Cammarelle (ITA) · T 5–9  | ikke videre         | ikke videre         | ikke videre |

### Bordtennis
Tekst mangler, hjælp os med at skrive teksten

### Brydning
Tekst mangler, hjælp os med at skrive teksten

### Bueskydning
Tekst mangler, hjælp os med at skrive teksten

### Cykling
Tekst mangler, hjælp os med at skrive teksten

### Dykning
Tekst mangler, hjælp os med at skrive teksten

### Gymnastik
Tekst mangler, hjælp os med at skrive teksten

### Judo
Tekst mangler, hjælp os med at skrive teksten

### Ridesport
Tekst mangler, hjælp os med at skrive teksten

### Roning
Tekst mangler, hjælp os med at skrive teksten

### Sejlsport
Tekst mangler, hjælp os med at skrive teksten

### Skydning
Tekst mangler, hjælp os med at skrive teksten

### Svømning
Tekst mangler, hjælp os med at skrive teksten

### Taekwondo
Tekst mangler, hjælp os med at skrive teksten

### Vægtløftning
Tekst mangler, hjælp os med at skrive teksten